# Malva Schalek
Malvina Schalková (Praga, 18 de febrer de 1882 - Auschwitz, 24 de maig de 1944 o 24 de març de 1945), més coneguda com Malva Schalek, va ser una pintora txeca. De 1942 a 1944 va ser empresonada al camp de concentració de Theresienstadt. El 1944 va ser traslladada al camp de concentració d'Auschwitz, on va morir. Moltes de les seves obres es conserven a la Casa dels Lluitadors del Gueto a l'estat d'Israel.

## Biografia
Malvina Schalková va néixer a Praga en el si d'una família intel·lectual jueva de parla alemanya activa en el moviment nacional txec. Va anar a l'escola a Praga i, més endavant, va estudiar art, primer a la Frauenakademie de Múnic i després a Viena, on es va guanyar la vida com a pintora al seu estudi situat sobre el Theater an der Wien fins al juliol de 1938, quan es va veure obligada a fugir del nazisme deixant enrere els seus quadres. Només s'han recuperat unes 30 obres d'aquest període; dos es van trobar a l'Historisches Zentrum von Wien.

Schalek va ser deportada al gueto de Theresienstadt el febrer de 1942, on va produir més de 100 dibuixos i aquarel·les que retraten els seus companys de captiveri i la seva vida allà. A causa de la negativa a retratar un metge col·laboracionista va ser deportada a Auschwitz el 18 de maig de 1944, on va morir.

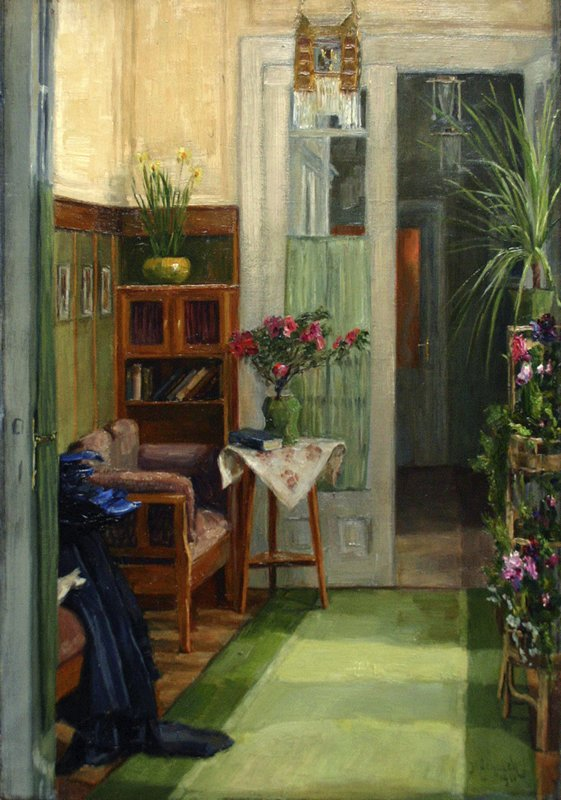
Interior, 2 de gener de 1920.

La seva obra, especialment els dibuixos del camp de Theresienstadt, es caracteritza per un realisme sobri. Aquests dibuixos han estat descrits per Tom L. Freudenheim, director del Museu d'Art de Baltimore, com «potser l'obra artística més fina i completa per a sobreviure a l'Holocaust». Recuperats després de l'alliberament, la majoria es troben a la col·lecció d'art de la Casa els Lluitadors el Gueto.